# Doživljaji Morica Švarca u Hitlerovoj Njemačkoj
Doživljaji Morica Švarca u Hitlerovoj Njemačkoj. Povijest i kultura Židova, satirični roman hrvatskoga književnika Marijana Mikca iz 1937. godine. Roman ima 192 stranice. Objavila ga je Naklada knjiga Slovo u Zagrebu. Knjiga je zabranjivana i u staroj Jugoslaviji i u NDH.
Prevedena je na španjolski jezik i objavljen u Buenos Airesu 1959. godine pod naslovom Las Aventuras de Moritz Schwarz.
Mikac je skrenuo širu pozornost ovim djelom. Roman upozorava na odnos Nijemaca prema Židovima, ali se zadovoljava humorističkom nadgradnjom u kojoj ilustrira da se iza svakog nacista krije prerušeni Židov koji ne želi okriti svoje židovsko podrijetlo.